# Digital Legends
Digital Legends est une société de développement de jeux vidéo basée à Barcelone, en Espagne. L'entreprise est spécialisée dans le développement de titres pour les plateformes mobiles. 

## Histoire
Digital Legends Entertainment a été fondé en mai 2001 par Xavier Carrillo Costa (PDG), Ángel Cuñado Pérez (CTO) et Jean-Philippe Raynaud (VP), après leur départ de Rebel Act Studios. Dès ses débuts et jusqu'en 2006, l'entreprise s'est concentrée sur deux secteurs : le développement de jeux pour PC et la création de jeux pour appareils mobiles. Fin 2006, ils ont axé leur stratégie commerciale sur les appareils mobiles (iPhone, iPad, etc.), devenant ainsi une référence dans le secteur. À l'heure actuelle, Digital Legends est un développeur de premier plan pour Nokia et travaille sur sa propre PI (propriété intellectuelle). 

## Jeux développés
- One (2005) pour N-Gage en collaboration avec Nokia[2].
- Soccer Fury (2006) pour PC en collaboration avec NCSoft.
- One, who is next (2006) pour N-Gage en collaboration avec Nokia.
- One, sequel (2008) en collaboration avec Nokia.
- Kroll (2008) pour iPhone et iTouch.
- Toryu, Legend of Kroll (2009) en collaboration avec GungHo Online pour iPhone et iPod Touch.
- Dance Fabulous (2009) pour N-Gage en collaboration avec Nokia.
- Bruce Lee Dragon Warrior (2010) pour iPhone, iPod Touch, iPad et Android.
- Battlefield Bad Company 2 (2010) pour iOS et Android
- Battlefield Bad Company 3 (2011) pour iOS (annulé)
- Nutty Sam (2011) pour iPhone, iPod Touch et iPad.
- Icebreaker Hockey (2011) pour iOS et Android
- micoach Football (2011) pour iPhone, iPod Touch et iPad
- micoach Running (2011) pour iPhone,iPod
- micoach Tennis (2012) pour iPhone, iPod
- micoach Basket (2012) pour iPhone, iPod
- Respawnables (2012) pour iPhone, iPod et iPad
- Afterpulse (2015) pour iOS et Android
- The Afterpulse TV (2015) pour Apple TV
- Respawnables Heroes (2019). Étant un échec retentissant, il s'agit probablement du dernier jeu IP de la société.

## Prix
- Prix du choix du public aux IMGA Awards 2010 pour son jeu Bruce Lee : Dragon Warrior[3].
- Nommé pour le prix d'excellence en design aux IMGA Awards 2010 pour son jeu Bruce Lee Dragon Warrior[4].
- Prix du public aux IMGA Awards 2008 pour son jeu Kroll sur iPhone[4].
- Excellence en 3D aux IMGA Awards 2007 pour son jeu One Sequel[5].
- Nommé dans la catégorie des jeux les plus recherchés en 2005 par GameSpot pour leur jeu One[6].
- Nommé pour le meilleur jeu mobile à l'E3 2005 par 1up.com pour son jeu One[7].
- Prix du meilleur jeu N-Gage E3 2005 décerné par MeriStation pour son jeu One[8].